# Edmund McNamara
Edmund Leo McNamara (Boston, 13 aprile 1920 – Boston, 20 febbraio 2000) è stato un giocatore di football americano e poliziotto statunitense, Commissario del Boston Police Department dal 6 aprile 1962 al 31 maggio 1972.

## Biografia

### Primi anni di vita
Edmund Leo McNamara nacque il 13 aprile 1920 a Boston. Crebbe a Clinton, Massachusetts, dove frequentò la Clinton High School. Giocò come tackle nella squadra di football americano di Clinton nel 1938.

### Carriera sportiva e servizio militare
McNamara, grazie ad una borsa di studio sportiva, frequentò il College of the Holy Cross. Fu selezionato dai New York Giants nel 27° round del draft NFL del 1943. Nello stesso anno si laureò in pedagogia all'Holy Cross. Durante la seconda guerra mondiale, Edmund, prestò servizio nella Marina degli Stati Uniti come sottotenente di vascello e fu capitano del PT 127, uno dei tanti motosiluranti della marina, con il quale ottenne una Silver Star per azioni coraggiose sotto il fuoco nemico. Dopo la guerra, McNamara tornò a giocare a football. Il 9 ottobre 1945, l'allenatore dei Giants, Steve Owen, annunciò di aver venduto il contratto di McNamara ai Pittsburgh Steelers. Owen ammirava il servizio che McNamara aveva prestato durante la guerra, e voleva che giocasse dove avrebbe avuto maggiori possibilità di ottenere un lavoro fisso.

### FBI
Nel 1945, McNarama si unì al Federal Bureau of Investigation. Lavorò negli uffici del Bureau a Cincinnati e Washington D.C., prima di tornare a Boston nel 1948. Nel 1950, divenne il collegamento dell'FBI con il Dipartimento di Polizia di Boston. A seguito della grande rapina di Brink, venne nominato tra i principali investigatori del caso.

### Boston Police Department

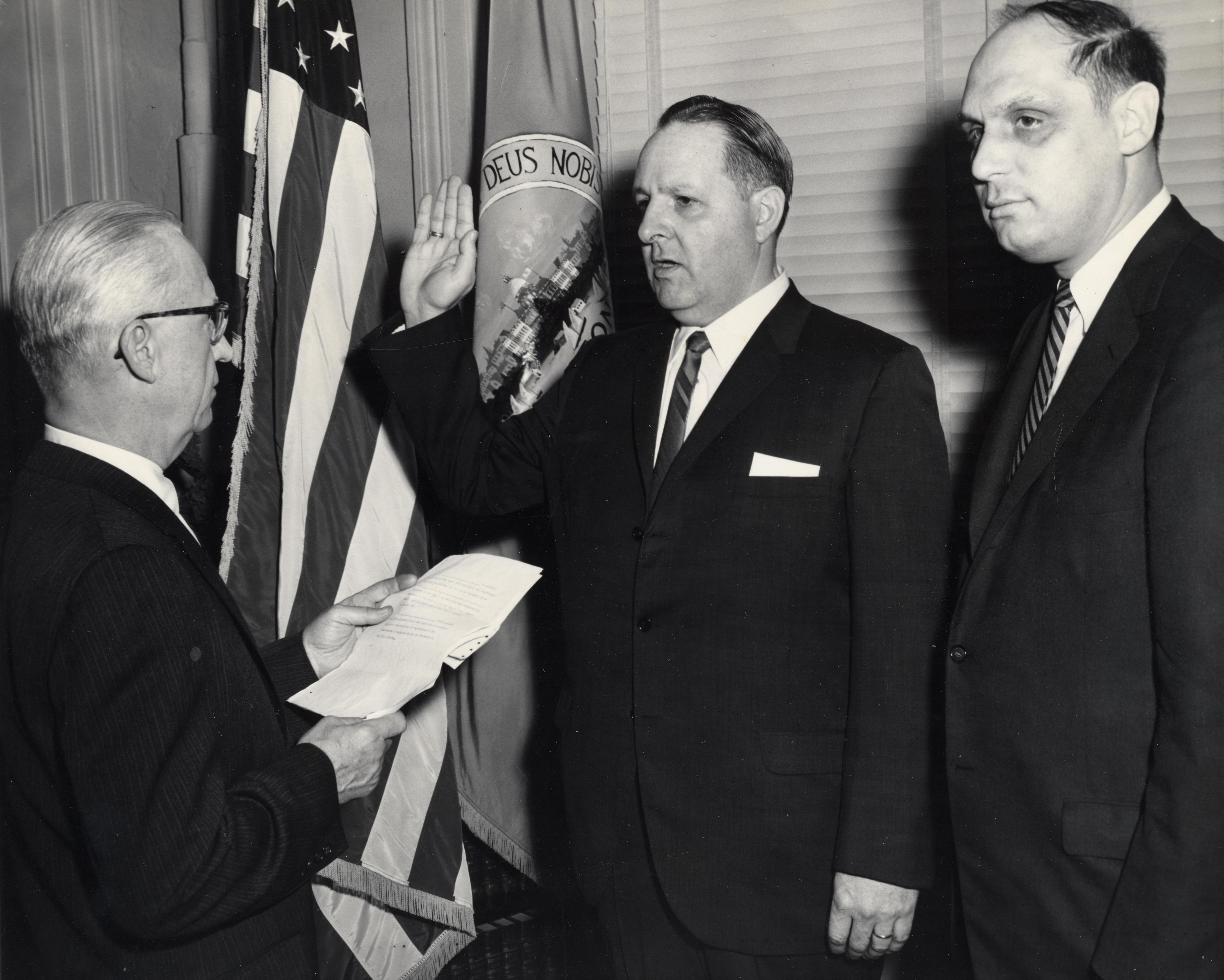
McNamara presta giuramento come commissario di polizia davanti al segretario comunale Walter J. Malloy mentre il vice sindaco Henry Scagnoli osserva.

Il commissario di polizia di Boston Leo J. Sullivan si dimise il 15 marzo 1962, dopo che uno scandalo di scommesse rivelato dal documentario Biography of a Bookie Joint della CBS Reports scosse il dipartimento. Lo scandalo spinse anche la Corte generale del Massachusetts e il governatore John A. Volpe a trasferire il controllo del dipartimento dal governatore del Massachusetts al sindaco di Boston. Il 5 aprile 1962, Volpe cedette ufficialmente il controllo e il sindaco John F. Collins inviò un telegramma dall'Italia, dove era in vacanza, per confermare la nomina di McNamara a commissario. Quel giorno McNamara presentò le sue dimissioni all'agente speciale dell'FBI responsabile di Boston Leo L. Laughlin e assunse il controllo del dipartimento su base temporanea. Il 1° maggio, ricevette un incarico completo di cinque anni per la posizione. McNamara fu il primo agente di polizia di carriera a servire come commissario di polizia di Boston nel ventesimo secolo.
Durante il primo anno di mandato di McNarama, la città dovette fare i conti con gli omicidi dello strangolatore di Boston, le tensioni razziali e le accuse di brutalità della polizia dopo l'omicidio da parte della polizia del cantante Frank Lynch e il successivo depistaggio, e un putiferio nel quartiere prevalentemente afroamericano di Roxbury per l'inadeguata protezione della polizia. Durante il suo primo mandato, McNarama implementò una serie di cambiamenti, tra cui quelli proposti dal rapporto Quinn Tamm, agente del Bureau. Queste modifiche includevano il consolidamento delle stazioni di polizia, la modernizzazione del sistema di fascicoli del personale, la creazione di un programma di relazioni con la comunità e la formazione di una forza di pattuglia tattica per sorvegliare le aree ad alto tasso di criminalità. I suoi critici, tuttavia, ritenevano che il dipartimento fosse sotto organico e si opposero al suo consolidamento delle stazioni di polizia di quartiere.
Nel 1967, Collins riconfermò McNamara per un altro mandato di cinque anni. Dopo che Kevin White succedette a Collins come sindaco nel 1968, volle sostituire McNamara come commissario. Tuttavia, McNamara rifiutò di dimettersi e rimase in carica fino alla scadenza del suo mandato, avvenuta il 31 maggio 1972.

### Ultimi anni e morte
Dopo aver lasciato il Dipartimento, McNamara fu presidente della Ogden Security, una società con sede a Boston che forniva sicurezza residenziale e aziendale. Nel 1981 abbandonò la Ogden e fondò la propria società di consulenza in materia di gestione e sicurezza. Nel 1981 e nel 1983 fu un candidato senza successo per il Consiglio comunale di Boston.
Edmund McNamara morì il 20 febbraio 2000 all'età di 79 anni.

## Nella cultura di massa
- Nel film del 2023 Lo strangolatore di Boston, McNamara è interpretato dall'attore statunitense Bill Camp.